# Hans Werner (Turner)
Hans Werner (* 11. Oktober 1891 in Leipzig; † unbekannt) war ein deutscher Kunstturner.

## Biografie
Hans Werner nahm an den Olympischen Sommerspielen 1912 in Stockholm teil. Mit der deutschen Mannschaft belegte er im Freien System den vierten und im Mannschaftsmehrkampf den fünften Platz.
Werner studierte Rechtswissenschaft.